# Педрилло
Педри́лло Пе́тро-Ми́ра (італ. Pedrillo Pietro-Mira) — блазень, неаполітанець, на початку царювання Анни Іоаннівни прибув до Петербурга для співу ролей буфа і гри на скрипці в придворній італійській опері. Не порозумівшись з Арайо, Педрилло перейшов у придворні блазні й скоро зробився улюбленцем імператриці та незмінним картковим її партнером. Наживши багатство, він після смерті імператриці повернувся на батьківщину.
При дворі носив прізвиська «Адам», «Адамка», «Антоніо», «Антоній» і «Петрушка». Став героєм безлічі історичних анекдотів. Послужив прототипом для популярного персонажа лялькових театрів Петрушки. Це прізвисько знайшло віддзеркалення у фольклорі.